# Croix éthiopienne

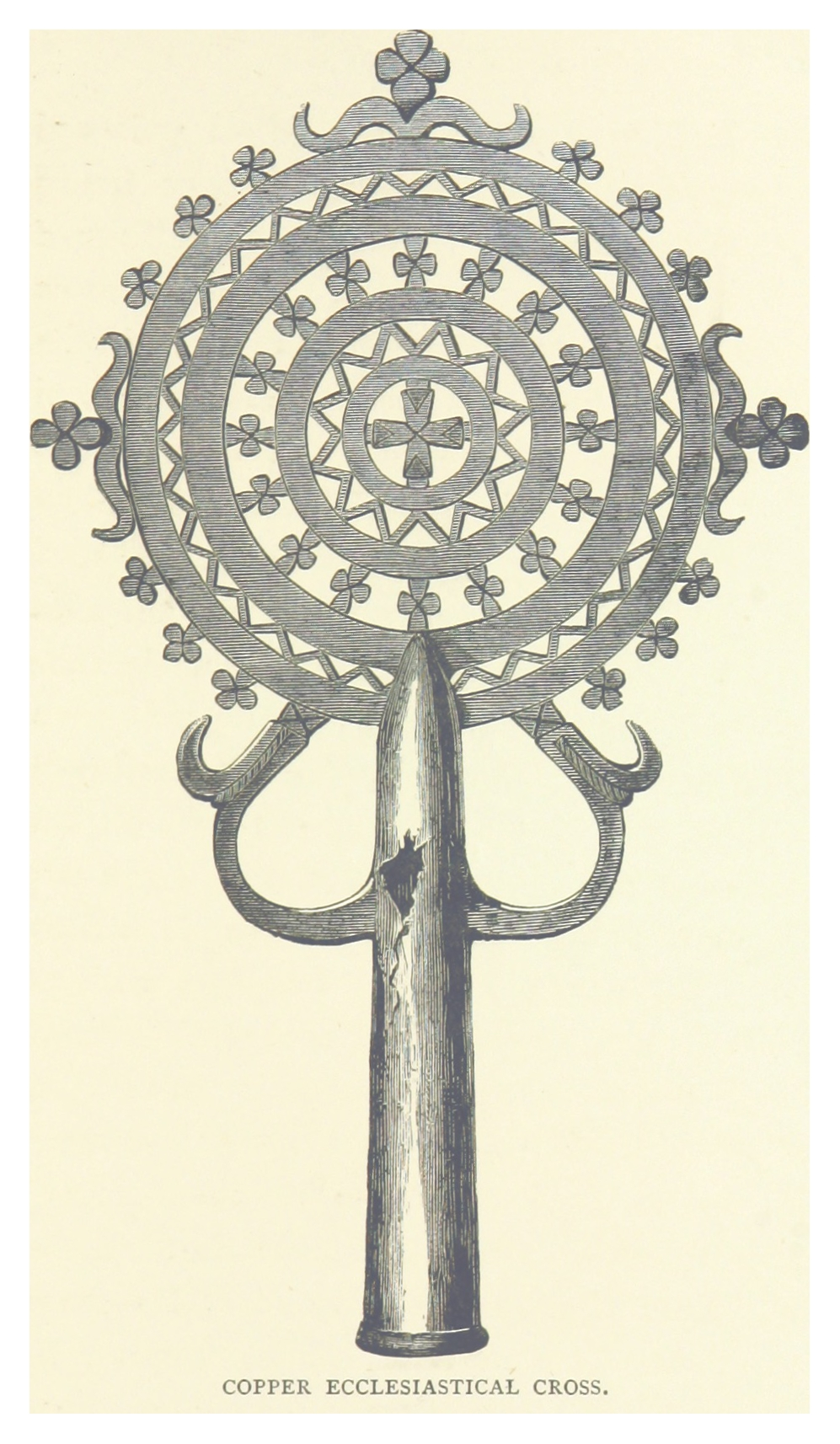
Croix éthiopienne, album de 1890

La croix éthiopienne est un objet religieux éthiopien autour du thème de la croix. Son importance dans la culture éthiopienne s'explique par le caractère chrétien orthodoxe du pays. Il serait plus exact de parler de "croix éthiopiennes" car il existe de nombreuses formes selon la région ou la ville dans laquelle on se situe.

## Description
Les croix éthiopiennes se présentent sous trois formes : pendentifs pour les fidèles, croix manuelles de bénédiction pour les prêtres et imposantes croix de procession.
Les trois principaux style de croix sont la croix de Lalibela, la croix de Gondar et la croix d'Axum. Les croix les plus anciennes sont souvent en fer, en cuivre, en bronze ou en métal précieux. Les croix processionnelles sont fixées sur une hampe afin de la transporter lors des processions. Les croix en bronze étaient coulées par le procédé de cire perdue.
C'est à partir du XIVe siècle qu'un nouveau style de croix fait son apparition : le décor est entièrement ornemental et l'entrelacs prend une place centrale. La taille des croix augmente, les branches s'élargissent et sont englobées dans une auréole de forme carrée, et non plus circulaire ou quadrilobée comme auparavant. Les croix processionnelles incluent parfois des icônes et représentations de personnages bibliques. 
Le motif de la croix est aussi représenté sur les vêtements traditionnels de certains peuples éthiopiens. La croix constitue également un motif central des décors de l'art éthiopien dans les peintures murales ou celles des manuscrits; les manuscrits, généralement en pleine page, comportent des entrelacs aux brins verts, jaunes et rouges.

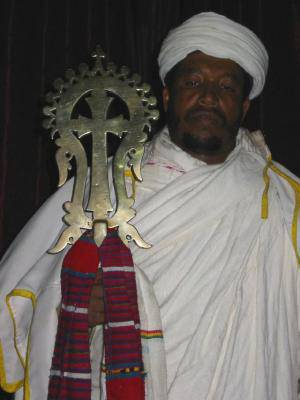
La croix de Lalibela.
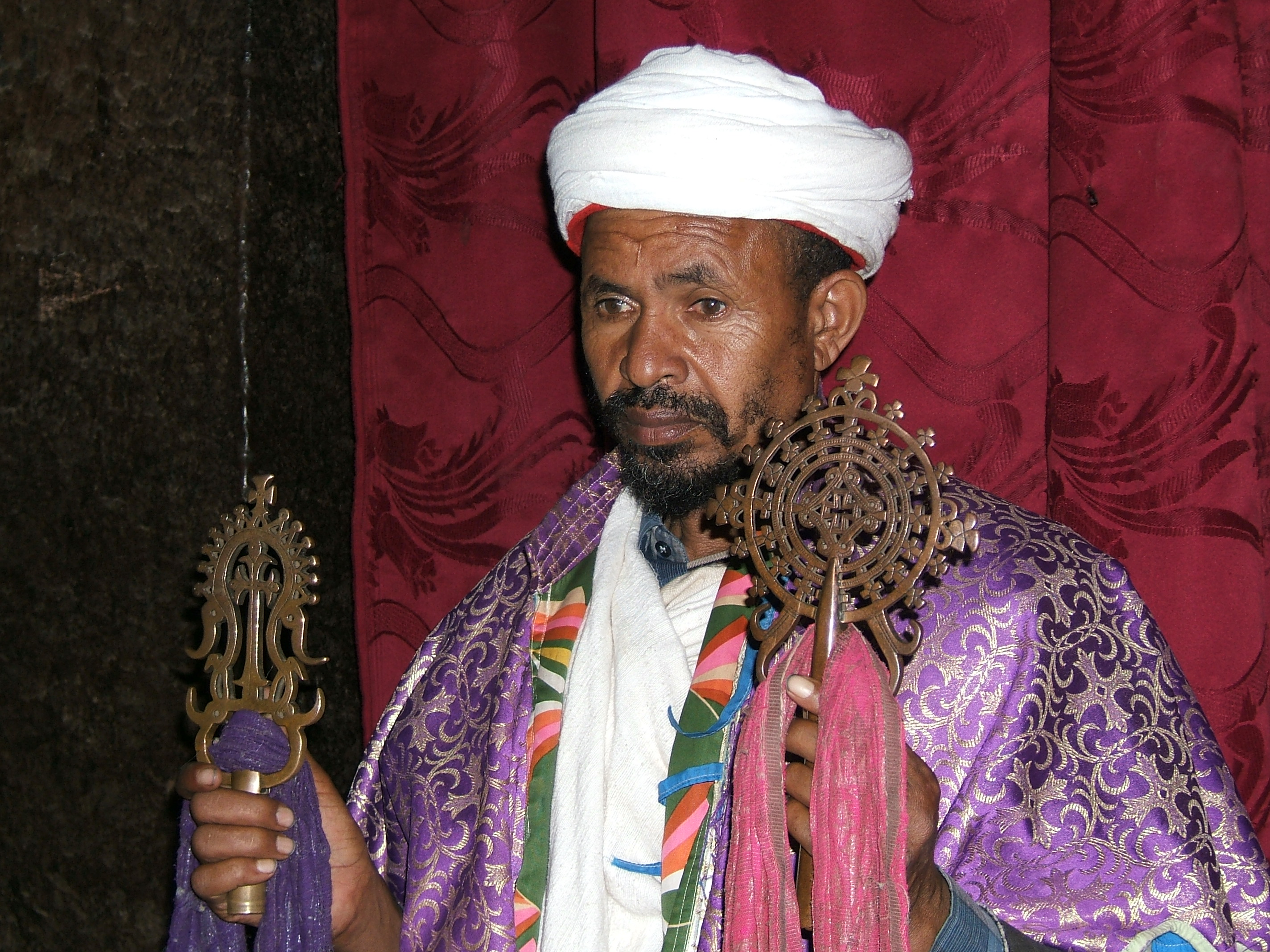
Religieux éthiopien à Lalibela.
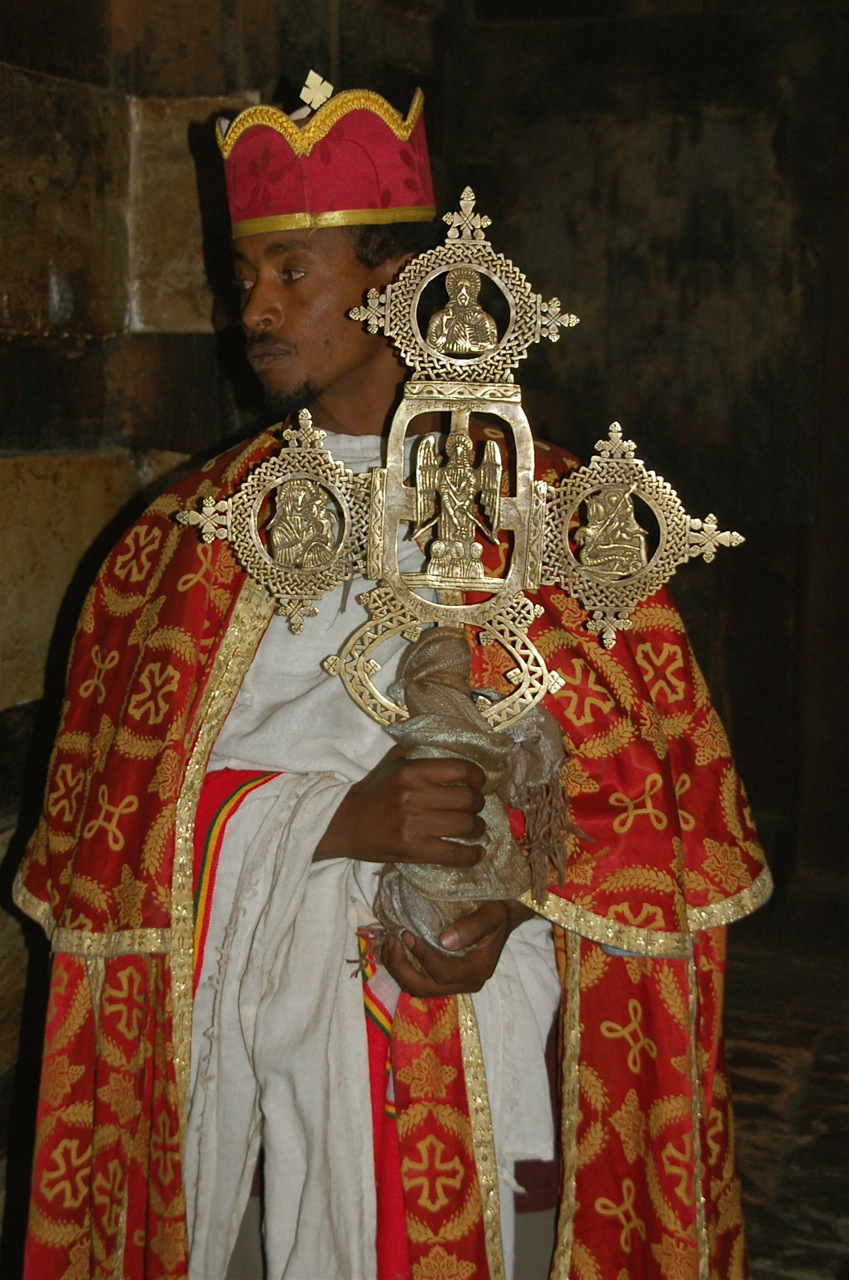
Religieux éthiopien de l'église Yemrehanna Krestos.
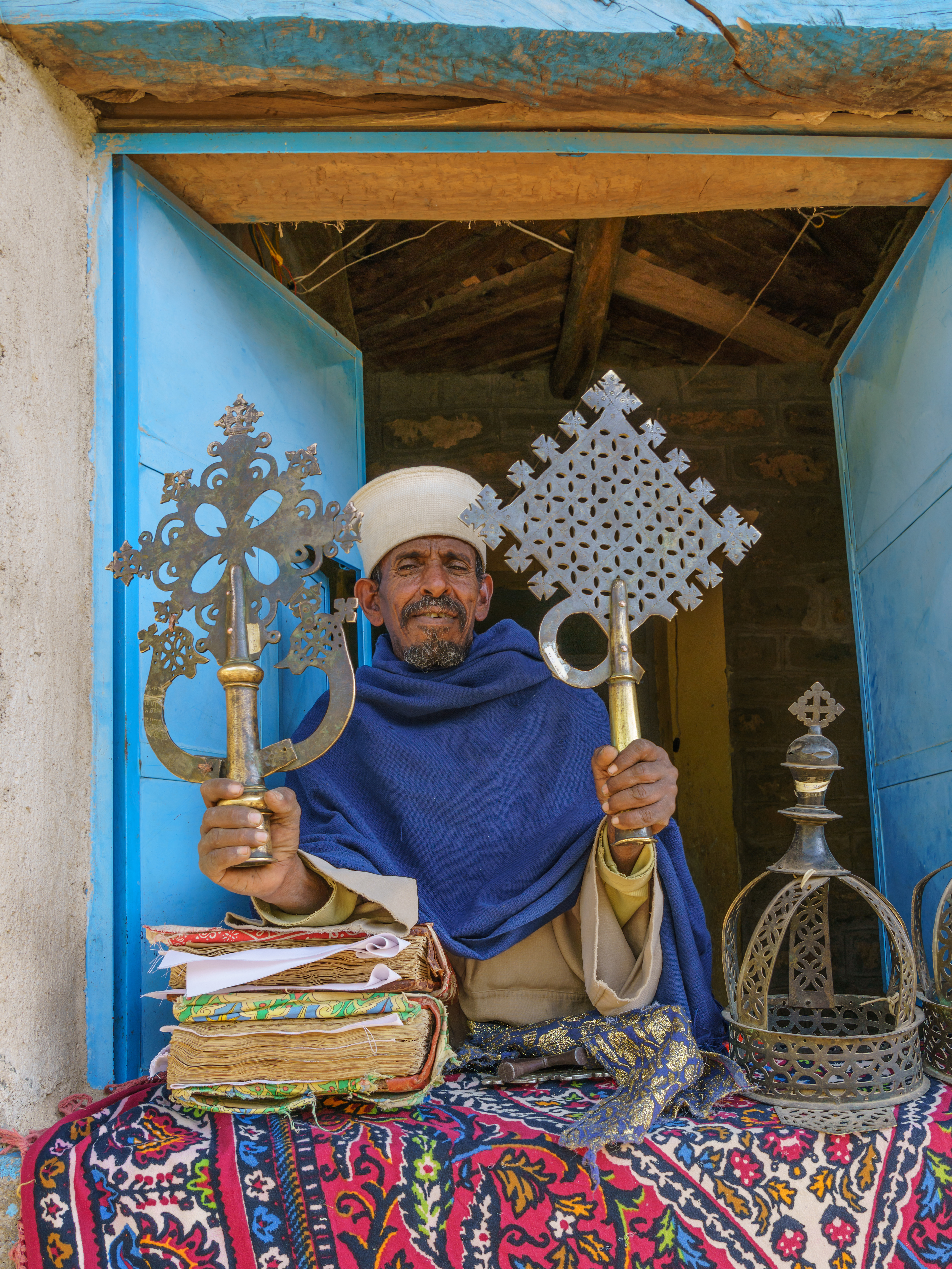
Croix éthiopiennes présentées dans le monastère d'Aksoum. Janvier 2018.

### Sources
- Grand Larousse Universel, Tome 6, édition 1991, pages 3985, article "Éthiopie" - "Archéologie et art"